# Actiniopteris radiata
Actiniopteris radiata är en kantbräkenväxtart som först beskrevs av Alexander Ferdinand Koenig och Olof Peter Swartz, och fick sitt nu gällande namn av Link. Actiniopteris radiata ingår i släktet Actiniopteris och familjen Pteridaceae. Inga underarter finns listade.

## Bildgalleri

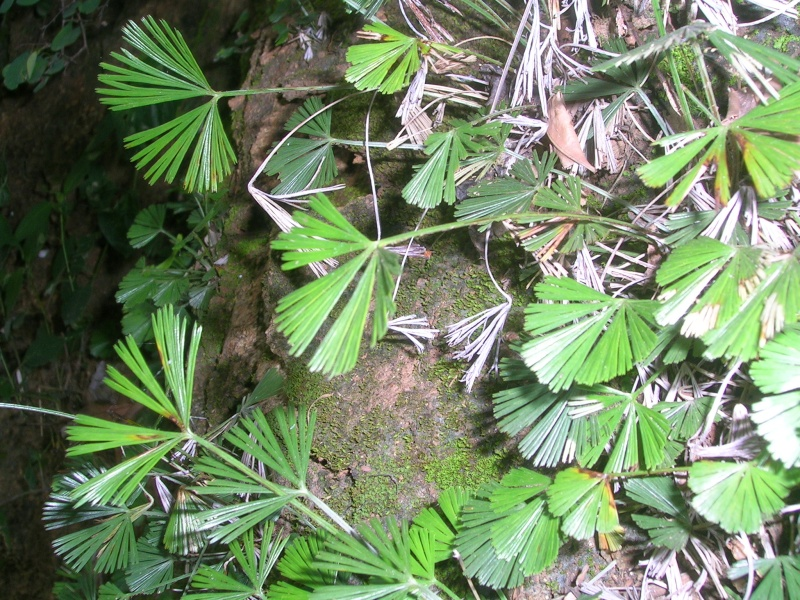
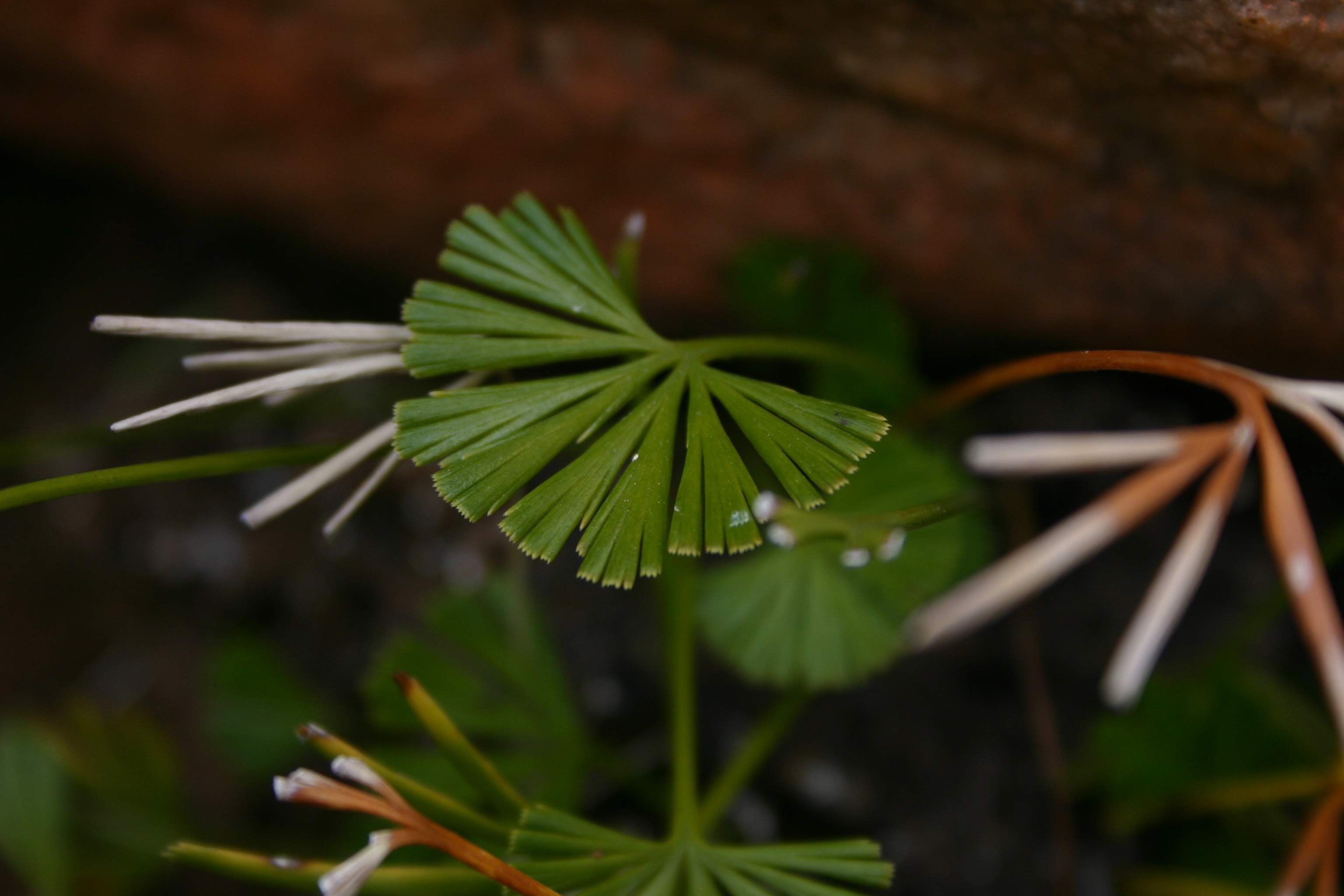